# Serbie aux Jeux paralympiques d'hiver de 2018
La Serbie participe aux Jeux paralympiques d'hiver de 2018 à Pyeongchang, en Corée du Sud, du 9 au 18 mars 2018. Il s'agit de la troisième participation du pays aux Jeux paralympiques d'hiver.

## Composition de l'équipe
La délégation serbe n'est composée que d'un athlète prenant part aux compétitions dans un sport,.

### Ski de fond
- Miloš Zarić (en serbe, Милош Зарић)